# マーチン・バルガス
- マルティン・バルガス

マーチン・バルガス・バウティスタ（Martin Vargas Bautista , 1978年2月22日 - ）は、ドミニカ共和国出身の元プロ野球選手（投手）。

## 経歴

### 大リーグ傘下時代
1995年にクリーブランド・インディアンスに入団。2002年のシーズン途中まで、傘下のマイナーチームでプレーしていた。大リーグでの登板経験はなかった。

### 中日時代
2002年6月28日、中日ドラゴンズへの入団が発表された。同年シーズン終了までの契約で、年俸は契約金込みで21万ドルだった。2日後の6月30日に来日。7月6日の二軍戦に先発登板し、4回2失点だった。7月24日の広島戦（ナゴヤドーム）で初登板・初先発。7回1/3を1安打無失点と好投し、来日初勝利を挙げた。その後も先発ローテーションを守っていたが、9月6日に次男の病気のため母国に帰国し、そのままシーズンを終えた。最終的に8試合に登板し、2勝4敗、防御率3.33の成績だった。2勝はいずれも広島戦で挙げたものだった。
2003年は2月4日に来日。オフに母国のウインターリーグで1試合しか登板しなかったことにより、懲罰的にキャンプは2軍スタートとなった。同年は、先発登板で2試合連続KOされたマーク・バルデスに代わり4月28日に一軍昇格。5月4日の横浜戦（ナゴヤドーム）でシーズン初先発し、4回1失点の内容だった。
2004年、4月9日の阪神戦（甲子園球場）でマイク・キンケードの頭部に死球を投じたため危険球退場処分となった。5月12日のヤクルト戦（ナゴヤドーム）で2年ぶりに白星を挙げた。オフに戦力外通告を受け、退団。

### 中日退団後
2004年12月11日、韓国の三星ライオンズと契約し、2005年は二桁勝利をあげチームのアジアシリーズ出場に貢献した。アジアシリーズでも千葉ロッテマリーンズを相手に登板した(敗戦投手)。しかし、シリーズ終了後に解雇された。
2006年は7月30日、台湾・中華職業棒球大聯盟のLa Newベアーズに入団。登録名は、巴克斯。初登板では勝ち投手になったが、2度目の登板で四球を連発してしまい、結局8月22日に解雇されてしまった。その後は、メキシカンリーグでプレーした。
2013年には、野球スクールを経営して野球の指導を行っていることが報道された。

## プレースタイル・人物
微妙に変化する速球から黒蛇（ブラックスネーク）のニックネームを付けられていた。
武器は150kmを超え微妙に変化するムービングファストボールであるが、コントロールの悪さと決め球の無さから狙い撃ちにされて自滅するパターンが多かった。
台湾と韓国では生年月日が1977年2月22日となっており、日本での生年月日と比べると1年半ほど年齢が上となっている。

## 詳細情報

### 年度別投手成績
| 年 度     | 球 団     | 登 板 | 先 発 | 完 投 | 完 封 | 無 四 球 | 勝 利 | 敗 戦 | セ 丨 ブ | ホ 丨 ル ド | 勝 率 | 打 者 | 投 球 回 | 被 安 打 | 被 本 塁 打 | 与 四 球 | 敬 遠 | 与 死 球 | 奪 三 振 | 暴 投 | ボ 丨 ク | 失 点 | 自 責 点 | 防 御 率 | W H I P |
| --------- | --------- | ----- | ----- | ----- | ----- | -------- | ----- | ----- | -------- | ----------- | ----- | ----- | -------- | -------- | ----------- | -------- | ----- | -------- | -------- | ----- | -------- | ----- | -------- | -------- | ------- |
| 2002      | 中日      | 8     | 8     | 0     | 0     | 0        | 2     | 4     | 0        | 0           | .333  | 206   | 48.2     | 41       | 5           | 21       | 1     | 2        | 35       | 1     | 0        | 23    | 18       | 3.33     | 1.27    |
| 2003      | 中日      | 6     | 4     | 0     | 0     | 0        | 0     | 2     | 0        | 0           | .000  | 103   | 21.2     | 34       | 3           | 9        | 1     | 0        | 15       | 2     | 0        | 17    | 16       | 6.64     | 1.98    |
| 2004      | 中日      | 6     | 6     | 0     | 0     | 0        | 2     | 3     | 0        | 0           | .400  | 130   | 31.0     | 29       | 1           | 10       | 1     | 4        | 28       | 1     | 0        | 14    | 14       | 4.06     | 1.26    |
| 2005      | 三星      | 26    | 26    | 0     | 0     | 0        | 10    | 8     | 0        | 0           | .556  | 561   | 128.0    | 120      | 12          | 63       | 0     | 7        | 66       | 10    | 1        | 78    | 72       | 5.06     | 1.43    |
| 2006      | La New    | 3     | 2     | 0     | 0     | 0        | 1     | 0     | 0        | 0           | 1.000 | 37    | 7.1      | 8        | 0           | 8        | 0     | 2        | 3        | 1     | 0        | 6     | 6        | 7.36     | 2.18    |
| NPB：3年  | NPB：3年  | 20    | 18    | 0     | 0     | 0        | 4     | 9     | 0        | 0           | .308  | 439   | 101.1    | 104      | 9           | 40       | 3     | 6        | 78       | 4     | 0        | 54    | 48       | 4.26     | 1.42    |
| KBO：1年  | KBO：1年  | 26    | 26    | 0     | 0     | 0        | 10    | 8     | 0        | 0           | .556  | 561   | 128.0    | 120      | 12          | 63       | 0     | 7        | 66       | 10    | 1        | 78    | 72       | 5.06     | 1.43    |
| CPBL：1年 | CPBL：1年 | 3     | 2     | 0     | 0     | 0        | 1     | 0     | 0        | 0           | 1.000 | 37    | 7.1      | 8        | 0           | 8        | 0     | 2        | 3        | 1     | 0        | 6     | 6        | 7.36     | 2.18    |

### 記録
NPB
- 初登板・初先発・初勝利：2002年7月24日、対広島東洋カープ17回戦（ナゴヤドーム）、7回1/3無失点[4]
- 初奪三振：同上、1回表に野村謙二郎から空振り三振

### 背番号
- 39 （2002年 - 2004年）
- 29 （2005年）
- 25 （2006年）